# Schizoxylon
Schizoxylon är ett släkte av lavar som beskrevs av Christiaan Hendrik Persoon. Schizoxylon ingår i familjen Stictidaceae, ordningen Ostropales, klassen Lecanoromycetes, divisionen sporsäcksvampar och riket svampar.
Kladogram enligt Dyntaxa:
| Schizoxylon | \| \| Schizoxylon albescens \| \| \| \| |
|             | \| \| Schizoxylon albescens \| \| \| \| |
|             | Absconditella                           |
|             |                                         |
|             | Carestiella                             |
|             |                                         |
|             | Cryptodiscus                            |
|             |                                         |
|             | Cyanodermella                           |
|             |                                         |
|             | Nanostictis                             |
|             |                                         |
|             | Ostropa                                 |
|             |                                         |
|             | Petractis                               |
|             |                                         |
|             | Robergea                                |
|             |                                         |
|             | Stictis                                 |
|             |                                         |
|             | Thelopsis                               |
|             |                                         |
|             | Schizoxylon albescens                   |
|             |                                         |

|  | Schizoxylon albescens |
|  |                       |